# Вильде-Родах
Вильде-Родах (нем. Wilde Rodach) — река в Германии, протекает по земле Бавария. Длина реки — 21,92 км, площадь водосборного бассейна — 107,47 км².

## Течение
Исток реки образован двумя источниками на высоте 660 метров над уровнем моря, на южном склоне горы Дёбраберг (нем. Döbraberg) массива Франкенвальд, к юго-востоку от города Шварценбах-ам-Вальд. Вильде-Родах течёт в западном направлении, в нижнем течении соседствуя с федеральной трассой B 173. Впадает в Родах с левой стороны в округе Эрлабрюк коммуны Штайнвизен на высоте 350 метров над уровнем моря.